# Димитровский, Драган
Драган Димитровский (макед. Драган Димитровски; 26 июля 1977, Битола) — северомакедонский футболист, нападающий. Выступал за сборную Республики Македонии.

## Биография
Воспитанник клуба «Пелистер» из своего родного города. О взрослых выступлениях до 22 лет сведений нет[уточнить]. В сезоне 1999/00 выступал в высшем дивизионе Македонии за клуб «Тиквеш» (Кавадарци). В 2000 году вернулся в «Пелистер» и в сезоне 2000/01 стал обладателем Кубка Македонии, однако в чемпионате страны клуб выступал неудачно.
В ходе сезона 2002/03 перешёл в «Победу» (Прилеп) и стал бронзовым призёром чемпионата страны, а в споре бомбардиров занял шестое место (13 голов). В следующем сезоне завоевал золотые медали национального чемпионата и стал лучшим снайпером (25 голов). В сезоне 2004/05 снова стал бронзовым призёром.
В 2005 году вернулся в «Пелистер», оказавшийся к тому времени во первом дивизионе, и стал победителем турнира в сезоне 2005/06, затем продолжал играть за клуб в высшем дивизионе. 8 ноября 2009 года в игре против «Металлурга» (3:0) забил свой 100-й гол в чемпионатах Македонии и стал третьим игроком, достигшим этого рубежа, после Зорана Бошковского (123) и Ванчо Мицевского (108). В дальнейшем сменил ещё ряд клубов высшего и первого дивизионов, становился победителем первого дивизиона в сезоне 2010/11 с клубом «11 октября» и в сезоне 2011/12 с «Пелистером».
Всего в высшей лиге Македонии забил 109 голов[уточнить].
Выступал за сборную Республики Македонии. Дебютный матч сыграл 30 декабря 2001 года против Омана, а первый гол забил 20 августа 2003 года в ворота Албании. Всего в 2001—2004 годах сыграл за сборную 14 матчей и забил 2 гола. В большинстве матчей выходил на замены.

## Достижения
- Чемпион Македонии: 2003/04
- Бронзовый призёр чемпионата Македонии: 2002/03, 2004/05
- Обладатель Кубка Македонии: 2000/01
- Победитель первой лиги Македонии: 2005/06, 2010/11, 2011/12
- Лучший бомбардир чемпионата Македонии: 2003/04 (25 голов)